# 孙承佩
孙承佩（1915年12月29日—1990年10月20日），原名耿殿文，男，山东桓台人，九三学社中央委员会原常务副主席。

## 生平
孙承佩于早年肄业于北平大学法商学院。他曾出任《新蜀报》主笔、北平中外出版社社务委员。1945年加入中国民主同盟。次年加入九三学社。中华人民共和国成立后，参与创办《光明日报》，并曾任《光明日报》社社务委员、采访部主任、总编室副主任，《新建设》杂志代主编。1955年调任北京市文化局副局长。他长期担任九三学社的中央领导工作，历任第二届中央理事，第三、四届中央常委，第五届中央常委兼秘书长，第六至八届中央副主席。此外，他还是第二至四届全国政协委员，第五至七届全国政协常委。

## 作品
孙承佩编有京剧《官渡之战》，并译有斯诺《战时苏联游记》、斯坦因《红色中国的挑战》。